# Wrecking Ball (canção de Miley Cyrus)
"Wrecking Ball" é uma canção da cantora estadunidense Miley Cyrus, gravada para seu quarto álbum de estúdio Bangerz. Escrita por Maureen Anne McDonald (MoZella), Stephan Moccio, Sacha Skarbek, Lukasz Gottwald e Henry Russell Walter, sua produção ficou a cargo dos dois últimos sob os nomes artísticos de Dr. Luke e Cirkut. Musicalmente, é classificada como uma balada do gênero estilístico pop, e sua letra discute a deterioração de um relacionamento; houve grandes especulações de que a música foi inspirada pelo ex-noivo da artista, Liam Hemsworth. A canção foi originalmente escrita com Beyoncé em mente antes de ser oferecida para Miley. O tema foi lançado em 25 de agosto de 2013 através da RCA Records como o segundo single de Bangerz, nos formatos de CD single e download digital.
A recepção por parte dos críticos de música foi positiva. Os analistas apreciaram o conteúdo lírico e a produção. Contudo, alguns questionaram se a demonstração emocional de Cyrus era genuína, já que ela recentemente gerou controvérsias devido à sua imagem sexual crescente. Inicialmente lançada como uma canção promocional na loja virtual iTunes Store, "Wrecking Ball" estreou na 50.ª posição na Billboard Hot 100. Entretanto, após o seu lançamento como um foco de divulgação oficial, tornou-se a primeira obra da artista a atingir a primeira posição da supracitada tabela norte-americana, principalmente após o lançamento de seu polêmico vídeo musical. Até janeiro de 2014, haviam sido vendidas mais de três milhões de cópias da composição nos Estados Unidos. Internacionalmente, o single obteve um sucesso forte: alcançou o topo das tabelas oficiais de Canadá e Reino Unido, e conquistou as dez melhores posições em grande parte da Europa e na Oceania.
Seu vídeo musical acompanhante foi dirigido por Terry Richardson e lançado em 9 de setembro de 2013. O enredo apresenta cenas com foco no rosto de Cyrus enquanto a mesma canta chorando, reminiscente às do vídeo para "Nothing Compares 2 U" de Sinéad O'Connor, intercaladas com sequências da artista nua balançando em uma bola de demolição, em referência ao título da canção. As opiniões para o projeto foram dividas; alguns analistas pensaram que o mesmo por si só era mais provocante que o clipe de "We Can't Stop". Até agosto de 2014, este vídeo deteve o recorde de mais assistido na plataforma Vevo em 24 horas após o lançamento, mantendo o de ter sido o mais rápido a atingir a marca de 100 milhões de assistidas no serviço até o lançamento de "Hello", de Adele. A produção também venceu a categoria de Video of the Year durante os MTV Video Music Awards de 2014. Como forma de divulgação tanto à canção quanto Bangerz, a artista interpretou a obra ao vivo diversas vezes, como no iHeartRadio Music Festival e um episódio do Saturday Night Live. Além disso, foi incluída na lista de canções da Bangerz Tour.

## Antecedentes e lançamento

"Wrecking Ball" foi originalmente escrita com Beyoncé (foto) em mente antes de ser oferecida para Cyrus.

Em 2012, Cyrus anunciou planos de focar em sua carreira de atriz, efetivamente colocando seus investimentos musicais em hiato. Naquele ano, ela participou dos filmes LOL e So Undercover. Ela também confirmou uma personagem principal no filme Hotel Transylvania, mas deixou o projeto para coordenar seu retorno musical. Em janeiro de 2013, a artista encerrou seu contrato com a Hollywood Records, sob a qual lançou os álbuns Meet Miley Cyrus (2007), Breakout (2008), Can't Be Tamed (2010) e o extended play (EP) The Time of Our Lives (2009). Mais tarde, naquele mesmo mês, ela assinou com a RCA Records. Em março, a artista confirmou que seu quarto álbum de inéditas seria lançado no final de 2013.
Cyrus descreveu seu novo estilo musical como um "sujo hip hop sulista" e combinou elementos genéricos deste e da música country, o que ela sentiu ser um "bom híbrido". Para criar este gênero, ela trabalhou com vários produtores do estilo; eles a auxiliaram a incorporar elementos do hip hop para o material, e Cyrus reconheceu o resultado final como um "som totalmente diferente". Ela também comentou que seu projeto seria "calar todo mundo", e posteriormente, comparou o disco com Bad (1987), de Michael Jackson, em que "as pessoas ainda estão ouvindo [isso] porque é incrivelmente dopado" e "[quero] que as pessoas escutem o [meu] álbum desta maneira".
Antes de dizer diretamente que "Wrecking Ball" foi originalmente escrita com Beyoncé em mente, a compositora Sacha Skarbek twitou em dezembro de 2012: "Uma canção de Beyoncé agora vira uma canção de Miley Cyrus?!! Bom/ruim? Eu não sei??!!!!  [sic]". Seu representante comentou que "originalmente, a [sessão de composição entre Dr. Luke e Sacha] foi reservada para escrever uma canção para Beyoncé. Mas, a medida que a canção ['Wrecking Ball'] evoluía, os compositores perceberam que não funcionaria para ela". A música, e a capa de seu disco resultante, Bangerz, foram revelados em 25 de agosto de 2013, antes de apresentação da cantora no MTV Video Music Awards de 2013. A capa foi divulgada em 6 de setembro, e mostra Miley usando uma camisa branca sem mangas e uma calcinha enquanto balança em uma bola de demolição. No dia 13 do mesmo mês, a obra foi liberada para as estações mainstream italianas, seguida um lançamento em rádios adult contemporary e mainstream estadunidenses três e quatro dias depois, respectivamente. A composição serviu como segundo single do disco, após o carro-chefe "We Can't Stop", que foi lançado em junho.

## Estilo musical e letra
"Wrecking Ball" é uma canção de movimento balada do gênero estilístico pop, produzida por Dr. Luke e Cirkut. A sua composição foi construída através de acordes de piano, violino, bateria e teclado, completados com o vocal da artista. Miriam Coleman da revista Rolling Stone notou que a obra se inicia com uma instrumental minimalista de teclado, que enfatiza os "vocais angustiados" de Cyrus, e também descreveu-a como um "inconsolável contraponto" para "We Can't Stop".
A letra foi escrita por Lukasz Gottwald, Maureen Anne McDonald, Sacha Skarbek, Stephan Moccio e Henry Russell Walter. De acordo com a partitura publicada pela Kobalt Music Publishing America, a música está composta na tonalidade de ré menor e no tempo de assinatura comum infundida no metrônomo de sessenta batidas por minuto. O alcance vocal da cantora abrange variadamente entre as notas de Fá3 à de Si♭4, à medida que a composição possui uma sequência básica de ré menor, fá maior, dó maior e sol menor como sua progressão harmônica. Liricamente, a composição trata sobre a deterioração de um relacionamento, como exemplificado pelos versos "Não diga que eu simplesmente fui embora / Eu sempre vou te querer / Não posso viver uma mentira / Que corre por minha vida / Eu sempre vou te querer". Segundo Gil Kaufman da MTV News, a letra é sobre "Cyrus lutar o mais árduo possível para manter um amor vivo, porém as coisas não funcionam da maneira esperada". Alguns analisadores escreveram que "Wrecking Ball" possa ter sido inspirada em seu "relacionamento ioiô" com seu ex-noivo, Liam Hemsworth.

## Recepção pela crítica
O poder e o propósito de "Wrecking Ball" [...] são amplificados após um punhado de boas-mas-não-grandes-canções de amor em Bangerz. Embora "Adore You" e "My Darlin'" tenham exibido uma jovem cantora tentando engrenar seu estilo renovado com tropas românticas consagradas pelo tempo, "Wrecking Ball" é uma brusca e agressiva música de rompimento a qual ela sabe imediatamente como lidar.— Jason Lipshutz, Billboard.
| Críticas profissionais | Críticas profissionais |
| Avaliações da crítica  | Avaliações da crítica  |
| Fonte                  | Avaliação              |
| ---------------------- | ---------------------- |
| Digital Spy            | [ 26 ]                 |

Escrevendo para o The A.V. Club, Marah Eakin foi positiva, chamando a canção de "balada sólida" e descrevendo-a como uma "versão moderna de 'My Heart Will Go On' que discute um romance jovem deteriorado e curto". Kitty Empire do The Observer opinou que "a seção de coração partido de Bangerz principalmente pega sua atenção", citando a música como parte dela. Embora tenha achado a obra "previsível", Evan Sawdey do PopMatters deu uma análise positiva, elogiando sua produção e a construção até seu refrão, afirmando que "[é] o tipo de canção tradicional que nos mostra como você deve construir corretamente até o refrão antes de bater nossa cabeça nele". Raquel Carneiro, da revista brasileira Veja, disse que "Wrecking Ball" está "entre as boas canções [de Bangerz] capazes de marcar a memória de quem ouve", adjetivando-a como "música vigorosa – embora igual a muitos hits pop". Por outro lado, Braulio Lorentz do G1 a avaliou como "mediana". Mauro Ferreira do blog Notas Musicais considerou que "[é] melhor do que o disco como um todo".
Jon Dolan da Rolling Stone sentiu que a composição "[leva à] fome e a confusão que fazem os grandes números pop de cantores que estão ficando mais velhos". Em uma resenha para a base de dados AllMusic, Heather Phares considerou-a como um destaque do disco resultante. O crítico do Digital Spy Robert Cospey questionou a decisão da artista em lançar uma balada no meio das controvérsias sobre suas "façanhas lascivas", mas apreciou a música e opinou que ela "prova que há método por trás da loucura". Por fim, ele deu quatro estrelas de cinco máximas para a faixa. Numa análise mista, Joseph Atilano para o Philippine Daily Inquirer elogiou a letra por parecer sincera, mas sentiu que sua produção era "comparativamente mais fraca" que seus projetos anteriores. Mikael Wood do Los Angeles Times sentiu que "Wrecking Ball" provou que Cyrus "não é só um robô de twerk programado para deleitar", mas notou que "[ela] cantando palpita numa coisa que parece com um constrangimento da emoção", e achou peculiar que a canção tenha discutido o relacionamento de Miley com Hemsworth quando seu comportamento público aparentemente sugeriu que ela "não podia se importar menos".

## Vídeo musical

Captura da cena considerada a de mais destaque no vídeo musical, por mostrar a artista em uma bola de demolição e apenas com botas da Doc Martens.

Seu vídeo musical acompanhante foi dirigido por Terry Richardson e lançado na plataforma Vevo em 9 de setembro de 2013. Com duração de pouco mais de três minutos e meio, a produção apresenta um enredo simples. Seu início se dá quando a artista aparece cantando emocionalmente num fundo branco, uma cena inspirada pelo teledisco de "Nothing Compares 2 U" por Sinéad O'Connor. Tal cena é intercalada ao longo de outras sequências onde Cyrus é vista lambendo uma marreta e ao balançar em uma bola de demolição, fazendo jus ao título da música. De início, ela é vista vestida com uma camiseta branca sem mangas e uma calcinha – assim como na capa do single; à medida que a história avança, ela aparece na bola apenas com botas da Dr. Martens.

"Eu acho que o vídeo é muito mais, se as pessoas deixarem de lado o fato que estou nua. [Se você] olhar para mim, você pode dizer que eu pareço mais ferida do que a canção mostra. Essa música é uma balada pop. É uma daquelas com que todos vão se identificar, todo mundo já se sentiu assim alguma vez. Se as pessoas conseguirem tirar suas mentes do óbvio e entrarem em sua imaginação um pouco, verão o que o vídeo realmente significa e o modo como é tão vulnerável. Na verdade, se você olhar nos meus olhos, eu pareço mais triste do que a minha voz soa na gravação. Foi muito mais difícil fazer o vídeo que gravar as músicas. Foi mais de uma experiência emocional."

— Cyrus defendendo o conceito do vídeo musical.
O vídeo recebeu análises mistas dos críticos, que ficaram divididos na opinião quanto à crescente imagem provocativa de Cyrus, iniciada com Can't Be Tamed em 2010. Jason Lipshutz da Billboard disse que "Cyrus nua balançando em uma bola de demolição" foi a maior surpresa do clipe. Escrevendo para o Daily Mail, Amelia Proud foi mista, comentando que a artista apresentou um visual mais provocativo do que o da "turbulenta" gravação para "We Can't Stop" e questionando se ela "chegou muito longe dessa vez". Raquel Carneiro da revista brasileira Veja avaliou que a faixa em si "acabou ofuscada pela nudez da cantora no videoclipe". O analista Mauro Ferreira para seu blog Notas Musicais partilhou da mesma opinião: "A nudez do recordista clipe [...] gerou tantos acessos e comentários que ofuscou o fato de a música em si ser boa". Tatiane Rosset da seção Pop! Pop! Pop! da sucursal da Veja em São Paulo considerou que "o clipe [é] até que bem delicado - só não precisava ficar simulando beijos com martelos". Numa resenha do disco para o G1, Braulio Lorentz notou que "ainda nascerá a pessoa que ouve [a canção] após ter visto o clipe e consegue tirar da cabeça a figura de Miley nua em uma bola de demolição [e] lambendo uma marreta". A equipe da Entertainment Weekly brincou que o público ficaria "escandalizado/excitado/desapontado com as ações de parentalidade de Billy Ray Cyrus" após verem sua filha nua e "chupando uma marreta".
O renomado jornal britânico The Guardian publicou uma resenha de Michael Hann, que criticou as tentativas da artista de distanciar-se de sua inocente imagem em Hannah Montana, uma série de televisão já finalizada exibida pelo Disney Channel na qual ela interpretava a protagonista Miley Stewart, uma estudante do ensino médio que levava uma vida dupla como a estrela pop homônima à série. Ele não aprovou a maneira pela qual ela transicionou para uma carreira além do seu sucesso infantil, especialmente por "explorar a iconografia da pornografia". Andrew Sims do Hypable sentiu que os visuais retratados no vídeo eram muito sexuais e não relacionavam-se com a "mensagem séria e emocional" da canção. O analista para a MTV News James Montgomery notou que as controvérsias em relação à performance nua da artista na obra audiovisual eram "esperadas" dadas suas recentes polêmicas, e elogiou Richardson por "tonificar as cenas picantes (mesmo que apenas por um instante), permitindo que os lados mais suaves e genuínos pudessem brilhar"." Em uma revisão mais positiva, Madeline Boardman do The Huffington Post sentiu que a representação audiovisual forneceu fãs com "um olhar mais vulnerável à cantora". Mikael Wood para Los Angeles Times opinou que a produção tentou pintar Cyrus em uma luz mais séria com suas cenas de canto e choro emocionais.
Com 19.3 milhões de acessos em 24 horas após seu lançamento, a gravação acompanhante para "Wrecking Ball" deteve o recorde de mais visualizações nesta contagem entre a plataforma Vevo, sendo ultrapassado em agosto de 2014 por "Anaconda", de Nicki Minaj, que obteve 300 mil visualizações a mais. Após ultrapassar a marca de 100 milhões em seis dias, também estabeleceu o recorde de ser o vídeo que conquistou a marca de Vevo Certified em menos tempo. Desta forma, a artista quebrou o feito anterior de trinta e sete dias, conquistado por seu single anterior, "We Can't Stop". Em outubro de 2015, contudo, o vídeo musical de "Hello", da cantora britânica Adele, superou essa marca, atingindo o mesmo número de visualizações em cinco dias. Uma versão do diretor, chamada "director's cut", foi lançada em 24 de setembro, e apresenta apenas o conteúdo onde a artista canta em frente ao fundo branco em zoom. Vanessa White Wolf para a seção de notícias do canal MTV notou que "o único momento que Richardson corta é o fim, onde, após os créditos do diretor, ambos aparecem rindo e vadiando para a câmera". Durante os MTV Video Music Awards de 2014, o trabalho foi indicado nas categorias de Video of the Year e Best Direction, vencendo a primeira.
O vídeo musical da faixa foi parodiado por diversas vezes; no portal de compartilhamento de vídeos YouTube, a música bateu recordes de números de paródias. Na televisão, o programa humorístico brasileiro Pânico na Band fez sua própria versão da gravação. O prêmio australiano de arte Bald Archy, que parodia o Archibald Prize, atribuiu à Judy Nadin a condecoração Wrecking Ball Ashes to Ashes, com o críquete Mitchell Johnson como Cyrus.

## Divulgação

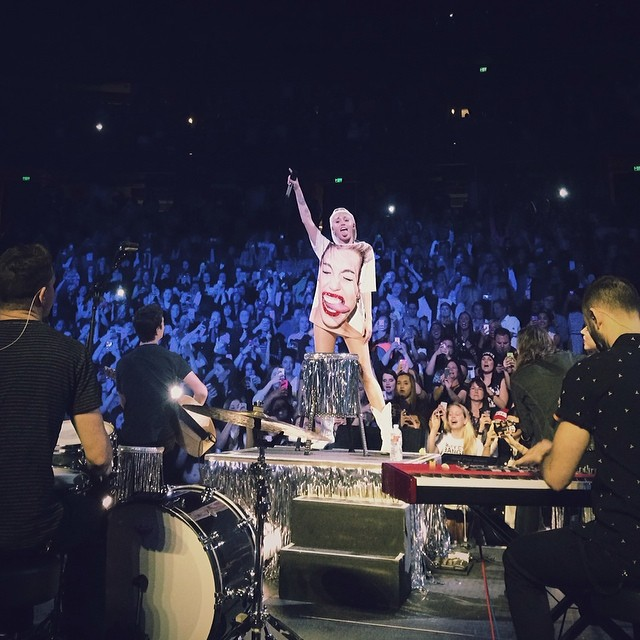
Cyrus durante a Bangerz Tour, na qual "Wrecking Ball" foi interpretada.

No dia 21 de setembro de 2013, a cantora apresentou "Wrecking Ball" pela primeira vez no iHeartRadio Music Festival, em Las Vegas, transmitido ao vivo pelo The CW. Ela cantou duas vezes; a primeira à tarde no Festival Village e mais tarde, à noite, no MGM Grand Garden Arena. Embora tenha gerado atenção da mídia por suas roupas provocantes, a performance foi considerada "bastante mansa considerando o VMA", onde ela tocou a forquilha de Robin Thicke com um dedo de espuma gigante e dançou twerk sobre sua pélvis. Em 5 de outubro, a artista serviu como apresentadora e convidada musical durante um episódio do Saturday Night Live, que foi bem-recebido pela imprensa. Na segunda-feira seguinte, ela interpretou a faixa no Today, como parte da série de concertos do programa patrocinadas pela Toyota, chamada de Toyota Concert Series. Cyrus ainda realizou atuações da obra durante aparições em Late Night with Jimmy Fallon e The Ellen DeGeneres Show no fim daquele mês.
Em novembro, Miley viajou para a Europa para interpretar a canção no MTV Europe Music Awards de 2013 em Amsterdã no dia 10; a apresentação recebeu atenção pública pelo momento na qual ela fumou cânabis no palco enquanto aceitava o prêmio de Melhor Vídeo pela música. Em 17 do mesmo mês, ela cantou no The X Factor em Londres. Depois de ser criticada por entregar uma performance vocal "sem brilho", Cyrus foi posta em um "repouso vocal" por seus médicos, em uma preparação para a Bangerz Tour. Durante sua viagem, ela ainda atuou com a composição no Wetten, dass..? na Alemanha (9 de novembro), no Live Lounge da BBC Radio 1 em Londres (12 de novembro) e no Bambi Awards de 2013, também na Alemanha (14 de novembro). No dia 24 do mesmo mês, a artista fez uma performance da música no American Music Awards de 2013; um gato digitalmente animado foi projetado na tela atrás dela e dublou a faixa junto a ela. Em dezembro, ela apresentou-se nos concertos do Jingle Ball em Los Angeles (KIIS-FM Jingle Ball), Saint Paul, Atlanta, Nova York, Washington D.C., Tampa e Sunrise. Ela também atuou com o material no Dick Clark's New Year's Rockin' Eve with Ryan Seacrest na Times Square em 31 de dezembro. Um episódio do MTV Unplugged estrelando a cantora estreou na MTV em 29 de janeiro de 2014; ela cantou uma versão acústica de "Wrecking Ball", além de diversas outras canções de Bangerz. Mais tarde, no mesmo ano, ela interpretou a faixa durante a Bangerz Tour.

## Outras versões
Em setembro de 2013, o cantor britânico James Arthur interpretou "Wrecking Ball" na rádio alemã Hamburg. Mais tarde, no mesmo mês, o grupo The Gregory Brothers lançou uma versão country da música, a qual Laura Vitto do Mashable achou que "trabalha no som de balada pop de Miley para uma sensação mais twang". O canadense Alonzo Holt lançou sua própria releitura da faixa em outubro, esta possuindo vocais de Arthur; ela alcançou a posição 97 na UK Singles Chart e a 71 na Irish Singles Chart. A banda estadunidense Haim apresentou a composição durante o Live Lounge da BBC Radio 1, enquanto o trio London Grammar a cantou durante o mesmo evento em dezembro. Rumer Willis mais tarde interpretou-a, em uma performance que Chiderah Monde do Daily News sentiu que "captou mais a emoção por trás da música" do que a original. A cantora Rebecca Black enviou uma edição acústica da obra para seu canal no YouTube em novembro. A canadense Sarah Blackwood da banda Walk off the Earth também disponibilizou uma interpretação de "Wrecking Ball" no mesmo estilo. Danie Geimer, uma participante da terceira temporada do The X Factor estadunidense, apresentou a música no primeiro show ao vivo em 29 de outubro, enquanto Dami Im da quinta série da edição australiana do programa a cantou durante a semifinal. A personagem Marley Rose (Melissa Benoist) também a interpretou e parodiou elementos do vídeo musical no episódio "The End of Twerk", da série Glee. Christina Grimmie a cantou nas audições às cegas na sexta temporada do The Voice estadunidense. Em abril de 2014, o grupo Tekoa, de Jerusalém, postou uma "Glass Symphony" (em tradução literal, sinfonia de vidros) no YouTube, interpretando toda a faixa com vidros de vinhos e embalagens de cerveja. A banda Move Over, participante do programa de televisão brasileiro Superstar, apresentou a faixa na segunda fase do show de talentos, no dia 11 de maio de 2014.

## Faixas e formatos
A versão de download digital do single possui apenas uma faixa com duração de 3:43; a versão física apresenta além da música original, uma edição instrumental da mesma.
| Download digital |                 |         |  |
| N.º              | Título          | Duração |  |
| 1.               | "Wrecking Ball" | 3:43    |  |

| CD single |                                |         |  |
| N.º       | Título                         | Duração |  |
| 1.        | "Wrecking Ball"                | 3:45    |  |
| 2.        | "Wrecking Ball" (instrumental) | 3:44    |  |

## Desempenho nas tabelas musicais

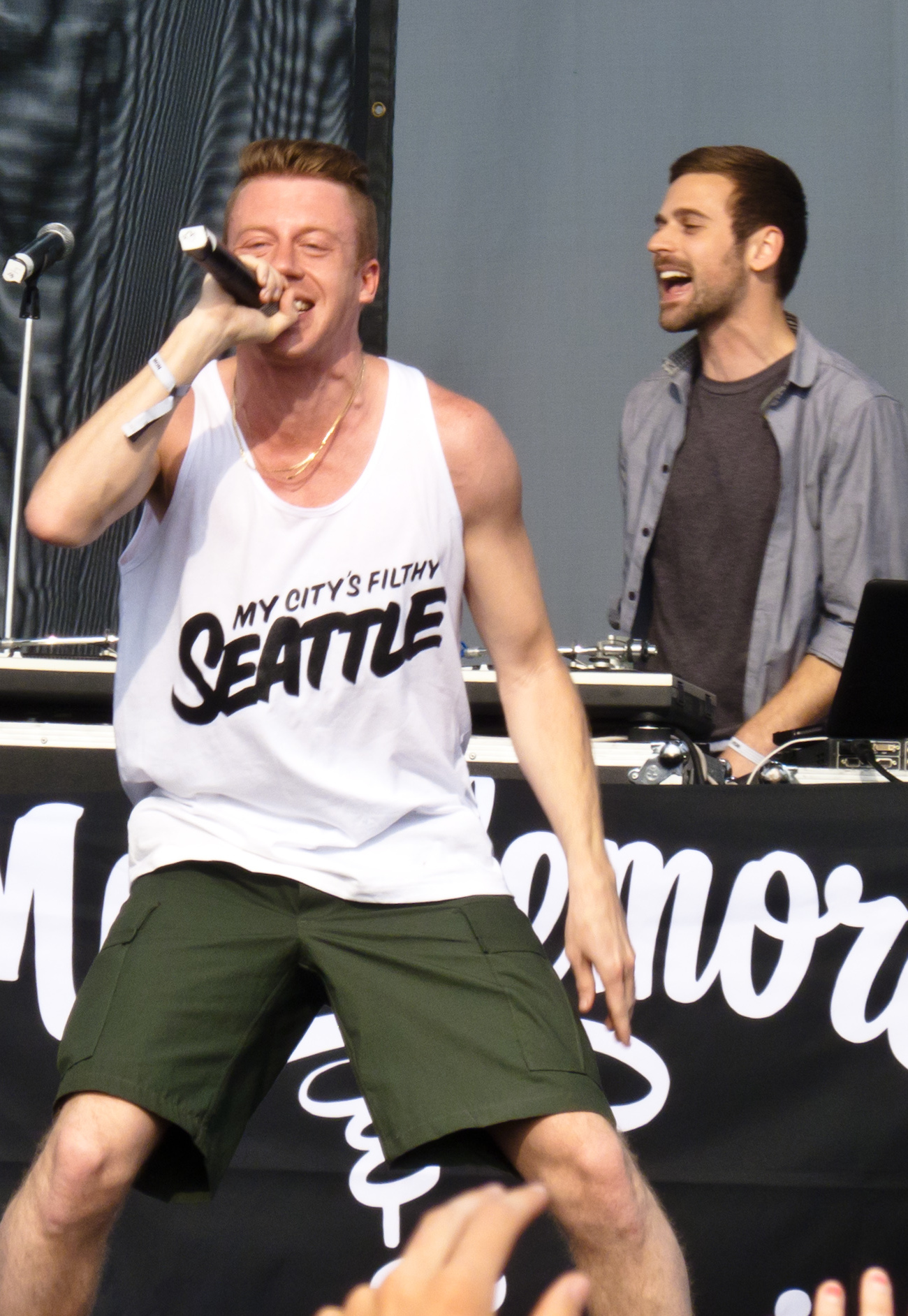
"Wrecking Ball" ultrapassou o recorde de "Thrift Shop" por Macklemore & Ryan Lewis (foto) como a maior lacuna entre o topo e outra posição na Billboard Hot 100, totalizando nove semanas contra cinco da obra da dupla.

Antes de ser lançada como single, "Wrecking Ball" estreou na posição 50 da Billboard Hot 100 com 90 mil downloads em dois dias, e atingiu o 14.º lugar na semana seguinte com 201 mil. Depois de sua estreia como segunda música de trabalho do disco, a faixa atingiu a primeira posição na tabela em sua quarta semana, principalmente devido ao fluxo de mídia de seu então recém-lançado vídeo musical. Tal conquista deu à artista sua primeira estadia no topo da parada; "We Can't Stop" e "Party in the U.S.A.", anteriormente, tinham sido seu recorde ao atingir o número 2. A obra vendeu 477 mil cópias na semana, tornando-se a terceira maior venda de singles no período, atrás dos 582 mil exemplares de "I Knew You Were Trouble" por Taylor Swift e dos 557 mil de "Roar" de Katy Perry. Em dezembro, a obra atingiu novamente o cume com a ajuda de uma paródia que se tornou viral no YouTube, e consequentemente se tornou a maior lacuna entre o topo e outra posição na tabela, um total de nove semanas, ultrapassando "Thrift Shop" por Macklemore & Ryan Lewis e Wanz, que retornou ao topo cinco semanas após ter saído. Até janeiro de 2014, a composição já tinha vendido mais de três milhões de cópias apenas em seu país de origem. Conquistou o cume também na Canadian Hot 100, e mais tarde foi certificada com um disco de platina triplo pela Music Canada. Obteve desempenho igual também no México, e foi certificada com um disco de platina.
"Wrecking Ball" desempenhou-se fortemente na Europa. No Reino Unido, a faixa e Bangerz estrearam na primeira posição de suas respectivas tabelas, tornando Cyrus a primeira artista a conseguir uma "dupla entrada" no país. Mais tarde, foi certificada disco de ouro pela British Phonographic Industry. Na Bélgica, atingiu as posições quatro e cinco na Ultratop nas regiões de Flandres e Valônia, respectivamente, e eventualmente foi conquistado um galardão de ouro. Obteve o número seis na parada alemã Media Control Charts e foi certificada ouro pela Bundesverband Musikindustrie (BVMI). Teve pico na sexta posição da tabela italiana da FIMI, e foi certificada platina. Na Oceania, a faixa atingiu a segunda colocação em ambas ARIA Charts, da Austrália, e Official New Zealand Music Chart, da Nova Zelândia. Foi certificada com um disco de platina tripo na Austrália e um de platina na Nova Zelândia.

### Posições
| Tabela musical (2013)                                         | Melhor posição |
| ------------------------------------------------------------- | -------------- |
| África do Sul (Mediaguide)                                    | 2              |
| Albânia (ZA Top 5 Singles)                                    | 1              |
| Alemanha (Media Control Charts)                               | 6              |
| Austrália (ARIA Charts)                                       | 2              |
| Áustria (Ö3 Austria Top 40)                                   | 2              |
| Bélgica (Ultratop 50 de Flandres)                             | 4              |
| Bélgica (Ultratop 40 da Valônia)                              | 5              |
| Brasil (Brasil Hot 100 Airplay)                               | 45             |
| Brasil (Brasil Hot Pop Songs)                                 | 14             |
| Bulgária (Bulgarian Association of Music Producers)           | 1              |
| Canadá (Canadian Hot 100)                                     | 1              |
| Coreia do Sul (Gaon Music Chart)                              | 83             |
| Dinamarca (Tracklisten)                                       | 4              |
| Escócia (The Official Charts Company)                         | 1              |
| Eslováquia (IFPI Slovenská Republika)                         | 10             |
| Espanha (Productores de Música de España)                     | 1              |
| Estados Unidos (Billboard Hot 100)                            | 1              |
| Estados Unidos (Hot Dance Club Songs)                         | 15             |
| Estados Unidos (Pop Songs)                                    | 1              |
| Estados Unidos (Adult Pop Songs)                              | 7              |
| Estados Unidos (Hot Adult Contemporary Tracks)                | 15             |
| Finlândia (IFPI Finlândia)                                    | 9              |
| França (Syndicat National de l'Édition Phonographique)        | 2              |
| Grécia (Greece Digital Songs)                                 | 2              |
| Hungria (Magyar Hanglemezkiadók Szövetsége)                   | 1              |
| Irlanda (Irish Recorded Music Association)                    | 2              |
| Israel (Media Forest)                                         | 1              |
| Itália (Federazione Industria Musicale Italiana)              | 3              |
| Líbano (The Official Lebanese Top 20)                         | 1              |
| Luxemburgo (Luxembourg Digital Songs)                         | 3              |
| México (Mexico Ingles Airplay)                                | 1              |
| Noruega (VG-lista)                                            | 2              |
| Nova Zelândia (Recording Industry Association of New Zealand) | 2              |
| Países Baixos (MegaCharts)                                    | 11             |
| Polônia (Związek Producentów Audio Video)                     | 4              |
| Portugal (Portugal Digital Songs)                             | 4              |
| Reino Unido (UK Singles Chart)                                | 1              |
| Chéquia (IFPI Česká Republika)                                | 2              |
| Rússia (Russian Music Charts)                                 | 42             |
| Suécia (Sverigetopplistan)                                    | 3              |
| Suíça (Schweizer Hitparade)                                   | 5              |
| Ucrânia (FDR Charts)                                          | 17             |
| Venezuela (Record Report)                                     | 22             |

### Tabelas de fim-de-ano
| Tabela musical (2013)                            | Posição |
| ------------------------------------------------ | ------- |
| Alemanha (Media Control Charts)                  | 47      |
| Austrália (ARIA Charts)                          | 22      |
| Áustria (Ö3 Austria Top 40)                      | 35      |
| Bélgica (Ultratop 50 de Flandres)                | 36      |
| Bélgica (Ultratop 40 da Valônia)                 | 59      |
| Canadá (Canadian Hot 100)                        | 33      |
| Espanha (Productores de Música de España)        | 33      |
| Estados Unidos (Billboard Hot 100)               | 18      |
| Itália (Federazione Industria Musicale Italiana) | 38      |
| Países Baixos (MegaCharts)                       | 34      |
| Reino Unido (UK Singles Chart)                   | 41      |
| Suécia (Sverigetopplistan)                       | 31      |
| Suíça (Schweizer Hitparade)                      | 49      |

### Certificações
| País                       | Certificação  |
| -------------------------- | ------------- |
| Alemanha (BVMI)            | Ouro          |
| Austrália (ARIA)           | 4× Platina    |
| Áustria (IFPI Áustria)     | Ouro          |
| Bélgica (BEA)              | Ouro          |
| Canadá (Music Canada)      | 4× Platina    |
| Dinamarca (IFPI Dinamarca) | Ouro          |
| Estados Unidos (RIAA)      | 5× Platina    |
| Itália (NVPI)              | Platina       |
| México (AMPROFON)          | Platina+ Ouro |
| Noruega (IFPI Noruega)     | 8× Platina    |
| Nova Zelândia (RMNZ)       | Platina       |
| Países Baixos (NVPI)       | 3× Platina    |
| Reino Unido (BPI)          | Platina       |
| Suécia (GLF)               | 3× Platina    |
| Suíça (IFPI Suíça)         | Ouro          |
| Venezuela (APFV)           | 2× Platina    |

## Créditos
Lista-se abaixo os profissionais envolvidos na elaboração de "Wrecking Ball", de acordo com o encarte de Bangerz:
Gravação
- Gravada nos Conway Recording Studios (Hollywood, Califórnia); Luke's In the Boo (Malibu, Califórnia); Monster Island Studio (Nova Iorque); Maison de Musique (Toronto); Harmoney Studios (West Hollywood); Capitol Studios (Hollywood, Califórnia)
- Mixada nos MixStar Studios (Virginia Beach)

Equipe
- Charlie Bisberat: violino
- Mike Caffery: engenharia
- David Richard Campbell: cordas
- Steve Churchyard: engenharia de cordas
- Cirkut: composição, produção, programação, instrumentação
- Kevin Connolly: violino
- Miley Cyrus: vocalista principal
- Dr. Luke: composição, produção, programação, instrumentação
- Andrew Duckles: viola
- Eric Eylands: assistência
- Serban Ghenea: mixagem
- Clint Gibbs: engenharia
- John Hanes: engenharia de mixagem
- Sven Heldinga: engenharia
- Suzie Katayama: contratação, violoncelo
- Songa Lee: violino
- Darrin McCann: viola
- Maureen "MoZella" McDonald: composição
- Stephan Moccio: composição, piano
- Grace Oh: violino
- Joel Pargman: violino
- Alyssa Park: violino
- Sara Parkins: violino
- Rachael Pindlen: assistência
- Steve Richards: violoncelo
- Irene Richter: coordenação de produção
- Sacha Skarbek: composição
- Rudy Stein: violoncelo
- John Wittenberg: violino
- Steven Wolf: tambores

## Histórico de lançamento
| País           | Data                   | Formato                   | Gravadora  |
| -------------- | ---------------------- | ------------------------- | ---------- |
| Estados Unidos | 25 de agosto de 2013   | Download digital          | RCA        |
| Itália         | 13 de setembro de 2013 | Rádios mainstream         | Sony Music |
| Estados Unidos | 16 de setembro de 2013 | Rádios adult contemporary | RCA        |
| Estados Unidos | 17 de setembro de 2013 | Rádios mainstream         | RCA        |
| Reino Unido    | 6 de outubro de 2013   | Download digital          | RCA        |
| Alemanha       | 18 de outubro de 2013  | CD single                 | Sony Music |